# Bremmer Calmont

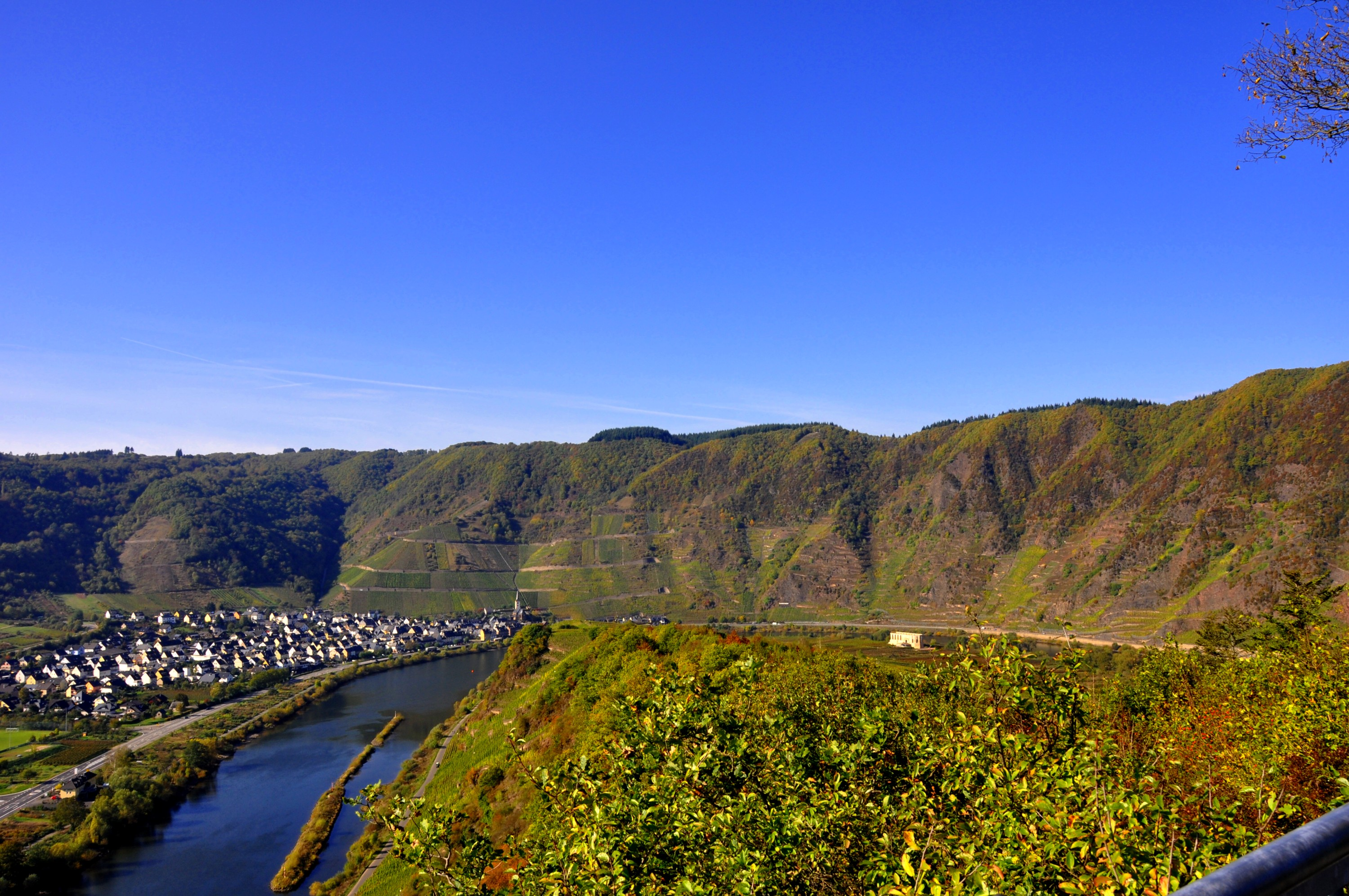
Blick über Kloster Stuben in der Moselschleife auf Bremm und Bremmer Calmont

Bremmer Calmont ist der Name einer Einzellage in Bremm an der Mosel (Weinbaugebiet Mosel). Die Einzellage ist Teil der Großlage Grafschaft und gehört zum Bereich Terrassenmosel; die angrenzende Nachbarlage ist der Ellerer Calmont.
Hier wird seit Generationen überwiegend Riesling angebaut. Das Areal umfasst etwa 33 Hektar Weinberge am Hang des Calmont und ist nach Südosten, Süden und Südwesten geneigt. Durch die Bogenform handelt es sich um eine besonders geschützte Lage. Die Neigung beträgt bis zu 68°, also ca. 248 %. Die Lage gilt neben dem kleinen Engelsfelsen im Bühlertal als steilste Weinlage Europas. Der Boden besteht aus mineralischem Schiefer mit Quarzit und Sandstein. Hier sind die Winzer immer noch auf Handarbeit und Muskelkraft angewiesen (→ Steillagenweinbau).
Bremmer Calmont gehört zu den Grand-Cru-Weinlagen nach Hugh Johnson.